# Liolaemus yalguaraz
Espèce
Liolaemus yalguaraz est une espèce de sauriens de la famille des Liolaemidae.

## Répartition
Cette espèce est endémique de la province de Mendoza en Argentine.

## Description
Le mâle holotype mesure 55,2 mm de longueur standard.

## Étymologie
Son nom d'espèce lui a été donné en référence au lieu de sa découverte, la Pampa de Yalguaraz.

## Publication originale
- Abdala, Quinteros & Semhan, 2015 : A New Species of Liolaemus of the Liolaemus alticolor-bibronii Group (Iguania: Liolaemidae) from Mendoza, Argentina. South American Journal of Herpetology, vol. Vol. 10, no 2, p. 104-115.